# Арутінов Григорій Артемійович
Арутінов (Арутінян) Григорій Артемійович (7 листопада 1900 , Телаві, Російська імперія  — 9 листопада 1957 , Тбілісі ) — вірменський радянський партійний і державний діяч. Кандидат в члени ЦК ВКП(б) в 1939—1952 р. Член ЦК КПРС в 1952—1954 р. Член Бюро ЦК КП(б) Вірменії у 1937—1953 р. Депутат Верховної Ради СРСР 1—3-го скликань.

## Біографія
Народився в родині дрібного торгівця й виноградаря. У 1910 році закінчив два класи міського училища у місті Телаві. У 1911 році вступив до російської чоловічої гімназії в Телаві та закінчив її у 1920 році. Під час навчання захопився ідеями соціалізму — в гімназії викладав історію педагог, засланий з Росії на прізвище Сімумягі, він об'єднав учнів у гурток молодих соціалістів. Учасники гуртка потрапили до поля зору грузинських меншовиків, і 1920 року Арутінова разом з його другом було заарештовано. Їх звільнили з ув'язнення за клопотанням дирекції гімназії, як найкращих учнів.
Член РКП(б) з вересня 1919 року.
Після встановлення радянської влади у Грузії працював у лютому — жовтні 1921 року завідувачем відділу агітації і пропаганди Телавського повітового комітету КП(б) Грузії, а у листопаді 1921 — травні 1922 р. — відповідальним секретарем Телавського повітового комітету КП(б) Грузії.
У травні — вересні 1922 р. — інструктор політичного відділу Грузинської стрілецької дивізії у місті Тифлісі.
У вересні 1922 — червні 1924 р. — студент Інституту народного господарства імені Карла Маркса у Москві, закінчив два курси.
У червні — листопаді 1924 р. — відповідальний секретар партійного колективу КП(б)Г на будівництві електростанції в селі Земо-Авчали Грузинської РСР. У листопаді 1924 — квітні 1925 р. — відповідальний секретар підрайкому Тифліської організації КП(б)Г у селі Квемо-Авчали.
У травні 1925 — грудні 1927 р. — відповідальний секретар Телавського повітового комітету КП(б) Грузії.
У січні 1928 — січні 1930 р. — завідувач відділу з роботи на селі ЦК КП(б) Грузії. У січні — травні 1930 р. — голова Колгоспцентру Грузії.
У травні 1930 — жовтні 1931 р. — заступник голови Центральної контрольної комісії КП(б) Грузії — заступник народного комісара робітничо-селянської інспекції Грузинської РСР.
У листопаді 1931 — січні 1934 р. — завідувач організаційно-інструкторського відділу ЦК КП(б) Грузії.
У січні 1934 — вересні 1937 р. — відповідальний (1-й) секретар Тифліського (Тбіліського) міського комітету КП(б) Грузії.
У вересні 1937 року на позачерговому пленумі ЦК КП(б) Вірменії був призначений на пост виконувача обов'язків першого секретаря ЦК КП(б) Вірменії, про що Арутінову повідомили Георгій Маленков та Анастас Мікоян, які приїхали за ним у Тбілісі з Єревана. Змінив прізвище Арутінов на Арутінян.
23 вересня 1937 — 2 червня 1938 р. — виконувач обов'язків 1-го секретаря ЦК КП(б) Вірменії.
6 червня 1938 — 30 листопада 1953 р. — 1-й секретар ЦК КП(б) Вірменії. У 1941—1945 р. — член Військової ради Закавказького фронту.
У січні 1954 — 1955 р. — директор радгоспу імені Калініна тресту «Консервтрест» Ечміадзинського району Вірменської РСР. У 1955 — листопаді 1957 р. — проживав у місті Тбілісі, не працював. На початку листопада 1957 року був призначений завідувачем відділу Держплану Грузинської РСР. Помер через п'ять днів у місті Тбілісі.